# Bronisław Miczajka
Bronisław Miczajka (ur. 12 lipca 1925 w Rydułtowach, zm. 5 września 1995) – polski górnik strzałowy i działacz komunistyczny, poseł na Sejm PRL V i VI kadencji.

## Życiorys
Syn Tomasza i Elżbiety. Uzyskał wykształcenie podstawowe. Podczas II wojny światowej wywieziono go na roboty przymusowe do Niemiec. Po wojnie był funkcjonariuszem Straży Ochrony Kolei Polskich Kolei Państwowych, a potem zastępcą komendanta rejonu ds. polityczno-wychowawczych. W 1947 wstąpił do Polskiej Partii Robotniczej, a w 1948 wraz z nią do Polskiej Zjednoczonej Partii Robotniczej. Ukończywszy Szkołę Partyjną przy KC PZPR, pracował w latach 1951–1956 na różnych stanowiskach w pionie propagandowym aparatu partyjnego w Rybniku i Wodzisławiu Śląskim. 
W 1956 podjął pracę w kopalni „Rymer” w Niedobczycach jako górnik strzałowy. W 1961 zasiadł w Komitecie Wojewódzkim PZPR w Katowicach, a w 1971 Centralnej Komisji Kontroli Partyjnej PZPR. W 1969 i 1972 uzyskiwał mandat posła na Sejm PRL w okręgu Rybnik. 
Przez dwie kadencje zasiadał w Komisji Drobnej Wytwórczości, Spółdzielczości Pracy i Rzemiosła oraz w Komisji Handlu Wewnętrznego. Ponadto w trakcie VI kadencji zasiadał w Komisji Nadzwyczajnej dla przygotowania projektu ustawy o zmianie Konstytucji Polskiej Rzeczypospolitej Ludowej.

## Odznaczenia
- Krzyż Kawalerski Orderu Odrodzenia Polski
- Srebrny Krzyż Zasługi
- Złota Odznaka „Zasłużony Przodownik Pracy Socjalistycznej”